# Julia Różewicz
Julia Różewicz (ur. 1982 we Wrocławiu) – polska tłumaczka literatury czeskiej, wydawczyni.
Ukończyła bohemistykę na Uniwersytecie Wrocławskim. Od 2010 prowadzi wydawnictwo Afera specjalizujące się w najnowszej literaturze czeskiej.
Tłumaczy prozę, kryminały, literaturę dziecięcą, literaturę faktu, publikacje ekonomiczne oraz scenariusze filmowe, m.in. autorów takich jak: Jan Balabán, Roman Cílek, Emil Hakl, Petra Hůlová, Václav Klaus, Iva Procházková, Petra Soukupová, Petr Šabach, Pavel Šrut, Kateřina Tučková. Laureatka Nagrody „Literatury na Świecie” 2013 w kategorii: Nowa Twarz. Nominowana do Nagrody Literackiej Gdynia 2018 w kategorii: przekład na język polski książki Macocha Petry Hůlovej.
Jest córką filozofki i teatrolożki dr Małgorzaty Różewicz i Jana Różewicza, a także wnuczką poety Tadeusza Różewicza